# 格桑罗布
格桑罗布（1968年—），藏族，中华人民共和国政治人物、第十一届全国政协委员。
担任全国青联常委、西藏自治区青联副主席、西藏自治区第一人民医院副院长。2008年，当选第十一届全国政协委员，代表中华全国青年联合会，分入第十六组。2018年1月，当选第十三届全国政协委员。